# Syzeuctus electus
Syzeuctus electus är en stekelart som först beskrevs av Tosquinet 1896.  Syzeuctus electus ingår i släktet Syzeuctus och familjen brokparasitsteklar. Inga underarter finns listade i Catalogue of Life.